# Любош Козел
Любош Козел (чеськ. Luboš Kozel, нар. 16 березня 1971, Влашим) — чехословацький, а потім чеський футболіст, що грав на позиції захисника. По завершенні ігрової кар'єри — тренер. З 2016 року очолює тренерський штаб юнацької збірної Чехії U-18.
Виступав, зокрема, за клуб «Славія», а також національну збірну Чехії, у складі якої був учасником Кубка конфедерацій 1997 року.

## Клубна кар'єра
Народився 16 березня 1971 року в місті Влашим. Вихованець кількох чехословацьких юнацьких команд, останньою з яких став «Бенешов», у першій команді якої Козел і дебютував 1991 року у другому дивізіоні країни, де провів два сезони.
Влітку 1993 року перейшов у клуб вищого дивізіону столичну «Славію». Відіграв за празьку команду наступні дев'ять сезонів своєї ігрової кар'єри. За цей час виборов титул чемпіона Чехії та двічі ставав володарем Кубка Чехії.
На початку 2002 року перейшов в «Уйпешт», з яким того ж року виграв Кубок Угорщини, втім вже влітку повернувся на батьківщину, де грав за «Богеміанс 1905» та «Вікторію» (Пльзень), але через травми основним гравцем не був. У кінці кар'єри повернувся до «Славії», втім за першу команду у чемпіонаті більше так і не зіграв і того ж 2004 року завершив ігрову кар'єру, зігравши за її час 160 матчів у вищому дивізіоні Чехії.

## Виступи за збірну
13 грудня 1995 року дебютував в офіційних матчах у складі національної збірної Чехії в товариській грі проти Кувейту (2:1).
У складі збірної був учасником розіграшу Кубка конфедерацій 1997 року у Саудівській Аравії, на якому зіграв у двох матчах, а його команда здобула бронзові нагороди.
Всього протягом кар'єри у національній команді, яка тривала 4 роки, провів у формі головної команди країни 9 матчів, забивши 1 гол.

## Кар'єра тренера
Розпочав тренерську кар'єру відразу ж по завершенні кар'єри гравця, 2004 року, увійшовши до тренерського штабу клубу дублюючої команди «Славії», де пропрацював з 2004 по 2005 рік, а влітку 2005 року сам зайняв посаду головного тренера у другій команді і тренував дублерів два роки.
У червні 2007 року Козел вперше очолив клуб вищого дивізіону «Яблонець», втім незадовільні результати у чемпіонаті вкупі з раннім вильотом з Кубка УЄФА 2007/08 призвели до того що вже 8 жовтня Любош був звільнений зі своєї посади. Тиждень потому він був призначений помічником Ладіслава Шкорпіла в «Словані» (Ліберець).
Після того як Козел в листопаді 2009 року покинув «Слован», вже у грудні того ж року став головним тренером клубу другого дивізіону «Дукла» (Прага). За підсумками сезону 2010/11 виграв з командою Другу лігу і вивів команду до елітного дивізіону, де працював з командою ще п'ять років.
У травні 2016 році Козел залишив «Дуклу» після 6,5 років у клубі і очолив тренерський штаб юнацької збірної Чехії U-18.

## Титули і досягнення
- Чемпіон Чехії (1):

«Славія»: 1995–96
- Володар Кубка Чехії (2):

«Славія»: 1996–97, 1998–99
- Володар Кубка Угорщини (1):

«Уйпешт»: 2001–02
- Володар Суперкубка Угорщини (1):

«Уйпешт»: 2002